# Bahnhof Lübbecke (Westf)
Der Bahnhof Lübbecke (Westf) ist ein Zwischenbahnhof der Bahnstrecke Bünde–Bassum. Er befindet sich im Osten der Stadt Lübbecke im ostwestfälischen Kreis Minden-Lübbecke. Bis zur Stilllegung im Jahr 1972 war Lübbecke auch Endbahnhof der Kreisbahnstrecke von Minden.

## Geschichte

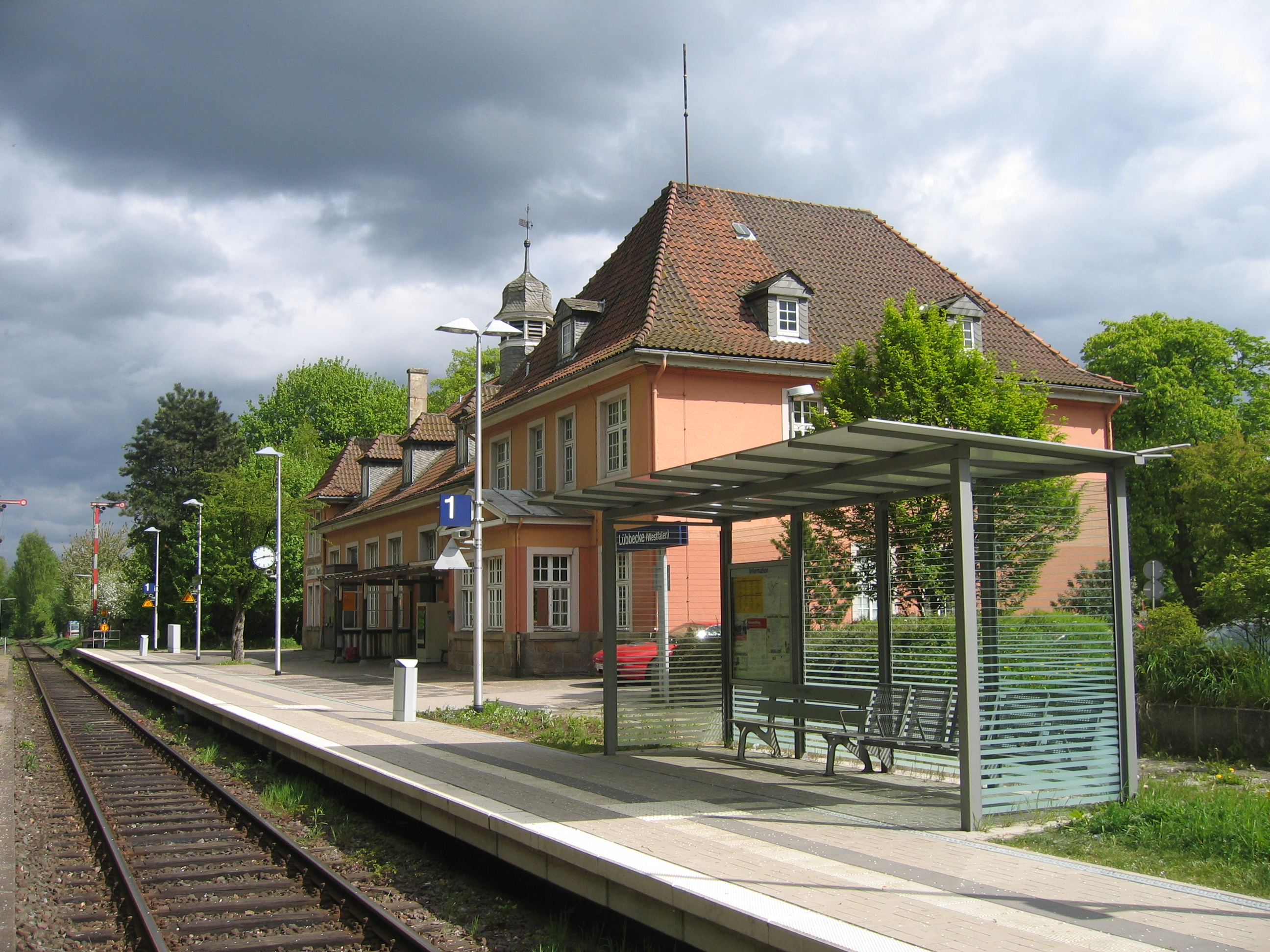
Gleisseite, 2009

Erste Pläne für eine Nebenbahn von Minden über Lübbecke nach Osnabrück im Jahr 1845 durch die Köln-Mindener Eisenbahn-Gesellschaft wurden verworfen, jedoch wurde der Bau einer eingleisigen Nebenbahn von Bünde nach Rahden im Jahr 1892 genehmigt. Nachdem die Bahnstrecke Bünde–Bassum am 30. September 1899 in Betrieb genommen wurde, eröffnete am 1. Oktober 1899 die Betriebsstelle Lübbecke. Am 1. Juli 1907 erlangte Lübbecke Anschluss an die Mindener Kreisbahnen und war fortan Endbahnhof der Kreisbahn von Minden nach Lübbecke. Der Bau eines Empfangsgebäudes erfolgte 1916. 1972 wurde der Streckenabschnitt von Lübbecke bis nach Hille Hafen stillgelegt und schließlich abgebaut.
Noch bis in die frühen 1990er Jahre war im Bahnhofsgebäude ein Fahrkartenschalter mit Verkauf durch einen uniformierten Beamten und einer Bahnhofsgaststätte, Warteraum und Toiletten. Später fungierte das Gebäude dann nur noch als Warteraum nebst Fahrkartenautomat. Seit etwa 2010 hat das Gebäude selbst eine andere Nutzung, es wurde privat vermietet, und es gibt lediglich noch den Hausbahnsteig. Früher war am Gleis 2 noch ein Zwischenbahnsteig vorhanden. Die ehemalige Ladestraße im Westen des Bahnhofes wird nicht mehr genutzt.

## Lage
Der Bahnhof der Stadt Lübbecke befindet sich etwas außerhalb des Zentrums an der Bundesstraße 65. Er liegt an der Bahnstrecke Bünde–Bassum, welche nur noch bis Rahden in Betrieb ist. In Bünde besteht eine Verbindung zur Bahnstrecke Löhne–Rheine.

## Kreisbahnhof
Ab 1907 gab es südlich des Empfangsgebäudes den Bahnhof der schmalspurigen Mindener Kreisbahnen. Er hatte vier Gleise, ein eigenes Empfangsgebäude mit Güterschuppen und einen Lokschuppen. Von Westen führten zwei normalspurige Gleise zu den Anlagen, um Güter umladen zu können. 1957 wurde die Strecke auf Normalspur umgebaut, dabei wurde sie im Stadtgebiet teilweise neu trassiert. Die Gleise vor dem Bahnhof wurden zurückgebaut, die Personenzüge der Kreisbahnen endeten nun östlich des Empfangsgebäudes neben dem Bahnsteig der Deutschen Bundesbahn. 1972 wurde der Verkehr auf der Strecke eingestellt, bis 1975 die Gleise abgebaut.

## Bedienung

### Schienenverkehr
Der Lübbecker Bahnhof wird derzeit (Stand Juni 2020) von der Regionalbahnlinie RB 71 der Eurobahn bedient. Es kommen Dieseltriebwagen vom Typ Talent zum Einsatz.
| Linie | Verlauf | Takt   | Betreiber |
| ----- | --- | ------ | --------- |
| RB 71 | Ravensberger Bahn: Rahden – Espelkamp – Lübbecke (Westf) – Bad Holzhausen – Mesch Neue Mühle – Bieren-Rödinghausen – Bünde (Westf) – Kirchlengern – Hiddenhausen-Schweicheln – Herford – Brake (b Bielefeld) – Bielefeld Hbf Stand: Fahrplanwechsel Dezember 2021 | 60 min | Eurobahn  |

### Busverkehr
Der Bahnhof ist durch vier Buslinien mit Espelkamp, Preußisch Oldendorf, Minden und mit Stemwede verbunden. Sie werden von den Mindener Kreisbahnen, im Busverkehr auch „Mühlenkreisbus“ genannt, betrieben.
| Linie | Verlauf                                                    |
| ----- | ---------------------------------------------------------- |
| 514   | Stadtverkehr Lübbecke                                      |
| 621   | Lübbecke – Alswede – Levern – Wehdem – Lemförde            |
| 626   | Lübbecke – Blasheim – Bad Holzhausen – Preußisch Oldendorf |
| 630   | Lübbecke – Gestringen – Espelkamp                          |
| 513   | Lübbecke – Hille – Minden                                  |